# Väderkanalen
Väderkanalen var TV4-gruppen och Expressens första större samarbetsprojekt sedan de båda bolagen samordnat sina nätverksamheter. Väderkanalen har nu ersatts av TV4:s Vädret.
Sajten lanserades 16 juni 2009 och ersatte TV4-gruppens och Expressens vädersajter på Internet och i mobilen. Samtliga meteorologer var en del av TV4-vädret och tongivande journalister på sajten var Sabina Kuutti och Jonathan Nordin.

## Meteorologer
Några av meteorologerna var:
- Peter Kondrup
- Anders Nylund
- Madeleine Westin
- Ulrika Andersson
- Tone Bekkestad